# Felismina Cavela
Felismina Cavela (Cassongue, 24 augustus 1992) is een atleet uit Angola.
Op de Olympische Zomerspelen van Londen in 2012 liep Cavela de 800 meter.
- World Athletics: 14440595